# Дефляция (геология)
Дефля́ция (от лат. «deflatio» — сдувание) — процесс выдувания и развевания ветром частиц рыхлых горных пород, возникновение пыльных (песчаных) бурь. Дефляции подвергаются мелкие частицы пелитовой, алевритовой и песчаной размерности. Дефляция возникает обычно в районах отсутствия или слабого развития растительного покрова. Она подразделяется на два типа: площадную и соровую. Площадная дефляция охватывает значительные территории, приводя к выдуванию поверхностного слоя рыхлых пород и постепенному понижению земной поверхности. При соровой дефляции разрушительная геологическая деятельность ветра концентрируется на некоторых участках, преимущественно приуроченным к сухим логам и пухлым солончакам. В последнем случае формируются специфические дефляционные формы рельефа — дефляционные впадины («котловины выдувания», гольвеги), то есть отрицательные формы, вытянутые по направлению господствующих ветров, последние образуются в областях развития лёссов и лёссовидных отложений. В пустынях и полупустынях в результате дефляции поверхностного слоя солончаков образуются соровые понижения со скоростью 10-25 мм/год. В условиях влажного климата дефляция местами формирует котловины выдувания на песчаных террасах рек. Совокупность дефляции и других процессов выветривания приводит к образованию обточенных скал причудливой формы в виде башен, колонн, обелисков и т. п.
Дефляция является одной из основных причин деградации почв, опустынивания, запыления воздуха и ущерба сельскохозяйственным угодьям. Значительная доля геологической работы при ветровой эрозии происходит во время пыльных бурь. Они возникают практически повсеместно, но наиболее характерны для территорий с аридным и семиаридным климатом при слабом развитии растительности или её отсутствии. Начало пыльной бури связано с определёнными скоростями ветра, однако из-за того, что летящие частицы вызывают цепную реакцию отрыва новых частиц, её окончание происходит при скоростях существенно меньших. Наиболее сильные бури имели место в США в 1930-е годы («Пыльный котёл») и в СССР в 1960-е годы, после освоения целины. Чаще всего пыльные бури связаны с иррациональной хозяйственной деятельностью человека, а именно — массированной распашкой земель без проведения почвозащитных мероприятий, что приводит к активной эрозии почв.

## Виды дефляции
Различают площадную и локальную дефляцию. 

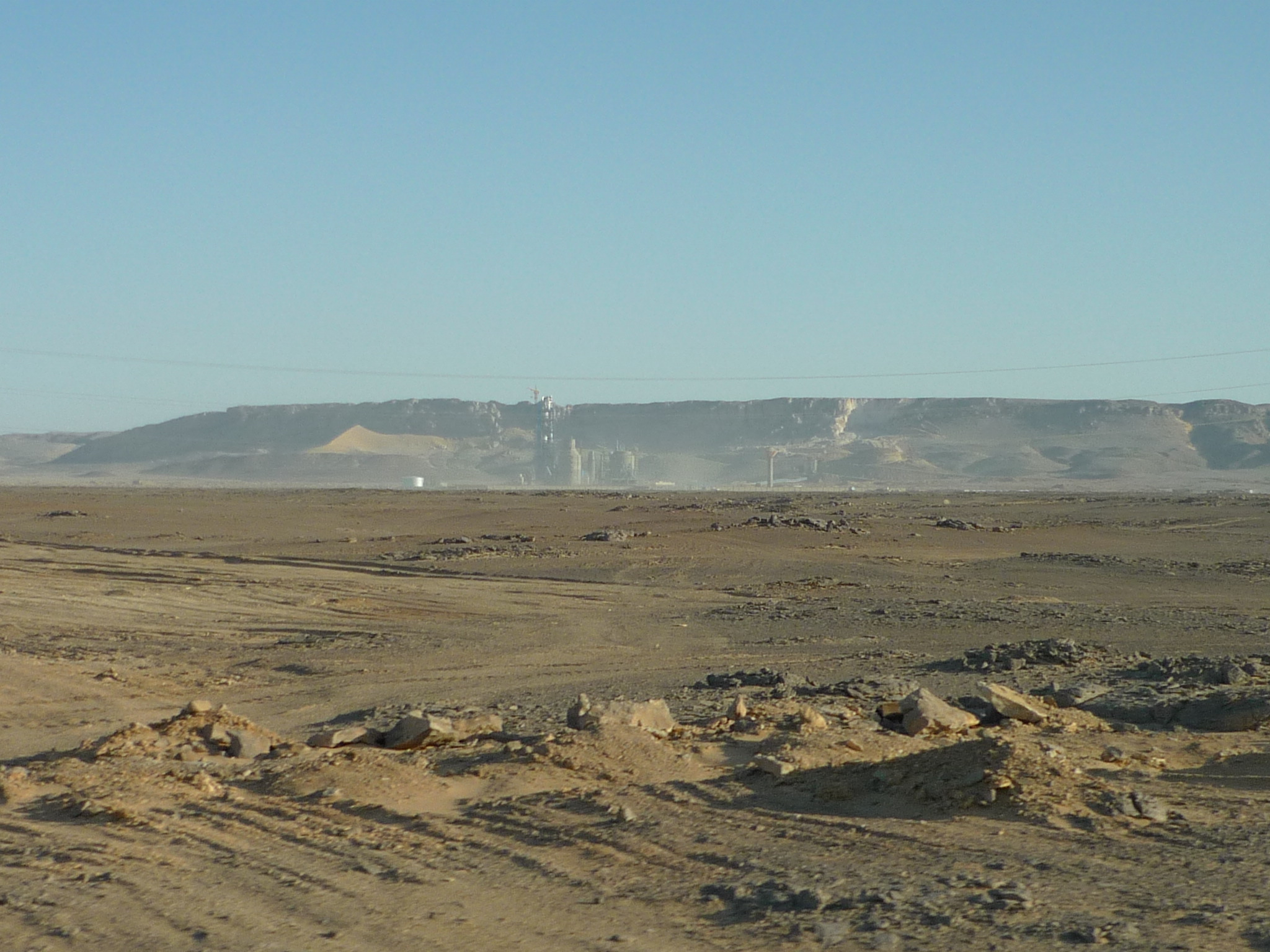
Результат площадной дефляции, Ливийская пустыня

Площадная дефляция приводит к равномерному выдуванию рыхлых частиц с обширных площадей; понижение поверхности за счёт такой дефляции может достигать 3 см в год. Площадная дефляция наблюдается как в пределах коренных скальных пород, подверженных интенсивным процессам выветривания, так и особенно на поверхностях, сложенных речными, морскими, водноледниковыми песками и другими рыхлыми отложениями. Поверхность пустынь в местах развития разнообразного обломочного материала в результате дефляции постепенно очищается от песчаных и более мелкоземистых частиц (выносимых ветром) и на месте остаются лишь грубые обломки — каменистый и щебнистый материал.

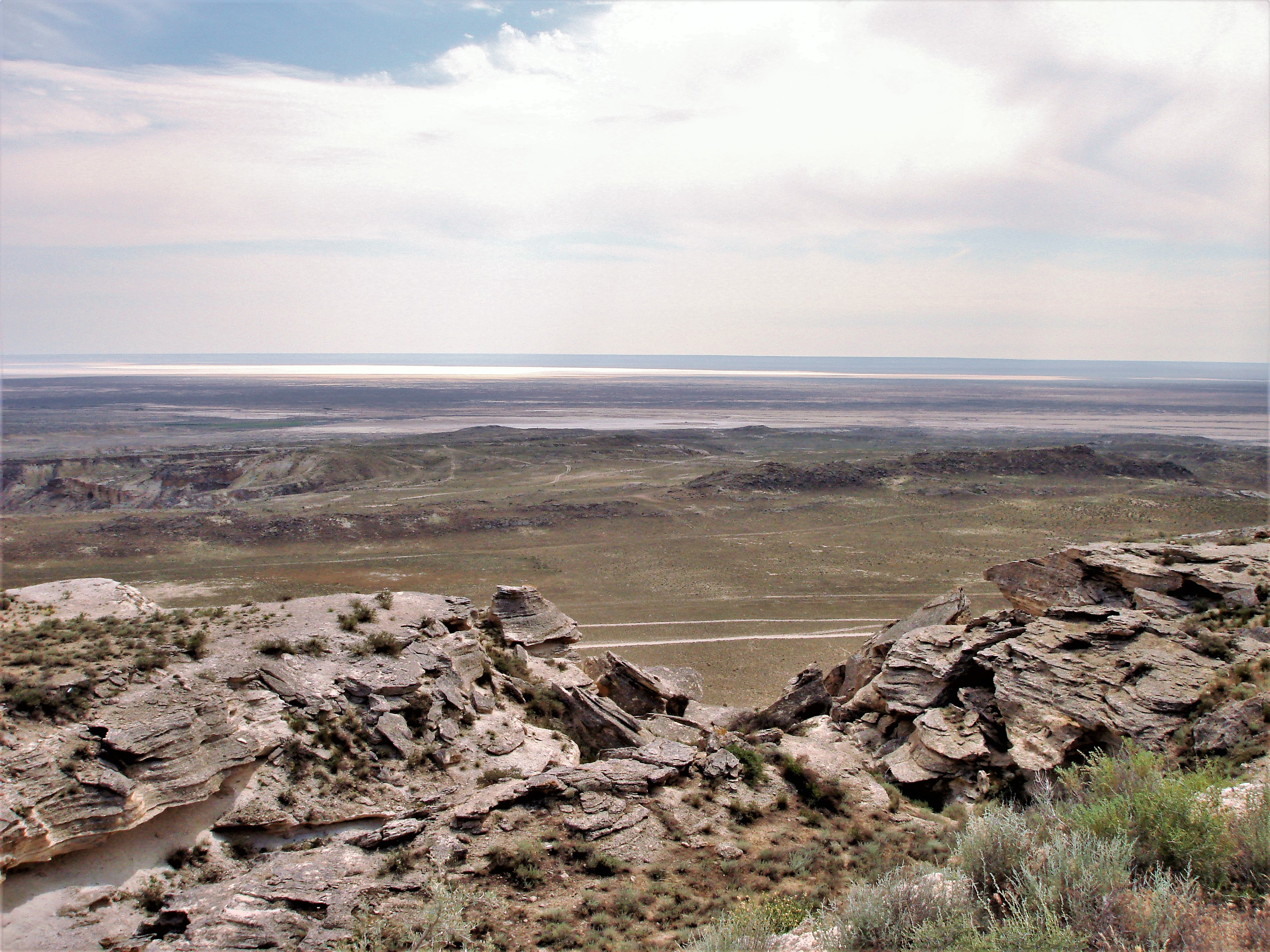
Локальная дефляция, Впадина Карагие

Локальная дефляция проявляется в отдельных понижениях рельефа. Развитие локальной дефляции определяется особенностями движения воздушных потоков и характером рельефа. Многие исследователи именно локальной дефляцией объясняют происхождение некоторых крупных глубоких бессточных котловин в пустынях Средней Азии, Аравии и Северной Африки, дно которых местами опущено на многие десятки и даже первые сотни метров ниже уровня Мирового океана. Одним из примеров является впадина Карагие в Закаспии, дно которой опущено на 132 м ниже уровня моря. На дне некоторых котловин в верхнем слое пород часто происходит накопление солей. В жаркие безветренные дни над солончаками днищ котловин вследствие разницы в нагреве различных элементов поверхности часто возникают мощные турбулентные потоки восходящего воздуха (штопорообразные смерчи). Восходящие потоки и ветер в течение лета могут вынести весь разрыхлённый материал. Ежегодное повторение указанного процесса приводит к дальнейшему углублению дефляционных впадин, или котловин выдувания. 
В качестве особого вида локальной дефляции выделяют бороздовую дефляцию. В трещинах, узких щелях или бороздах сила ветра больше, и рыхлый материал выдувается оттуда в первую очередь. В частности с этим видом дефляции связано углубление колеи дорог: в Китае, на сложенных лёссом территориях, на месте дорог образуются узкие каньоны глубиной в первые десятки метров.